# Twee hondjes
Twee hondjes is een artistiek tweeluik in Amsterdam Nieuw-West.
Marjolijn Mandersloot werd bij de herinrichting van de Postjesweg tussen 1999 en 2002 in Amsterdam benaderd tot het ontwerpen van een kunstwerk. Zij kwam met twee hondjes; Mandersloot is gespecialiseerd in dierenfiguren. De hondjes zien eruit als puppies, maar zijn in werkelijkheid metersgroot (2 bij 4,5 meter). Ze werden neergezet op brug 673, die een voet-, fietspad en waterweg in het Rembrandtpark overspant. 
Buitenkunst Amsterdam gaf er tweeërlei uitleg aan:
- ze lijken op de hondjes die in die jaren regelmatig hoedenplanken in auto’s sierden;
- ze kijken uit over een park; een belangrijke uitlaatplek voor honden in de buurt.

Buitenbeeld in beeld vulde aan, dat het viaduct zelf gezien kan worden als hoedenplank. De hondjes leiden de blik vanaf de onderliggende paden naar boven, daar waar ze de blik vanaf de bovenliggende rijweg juist naar beneden leiden. 
Burgemeester Job Cohen kwam op 4 december 2002 de beesten onthullen; ze zijn bekostigd door het stadsdeel Slotervaart/Overtoomse Veld en het Amsterdams Fonds voor de Kunsten.

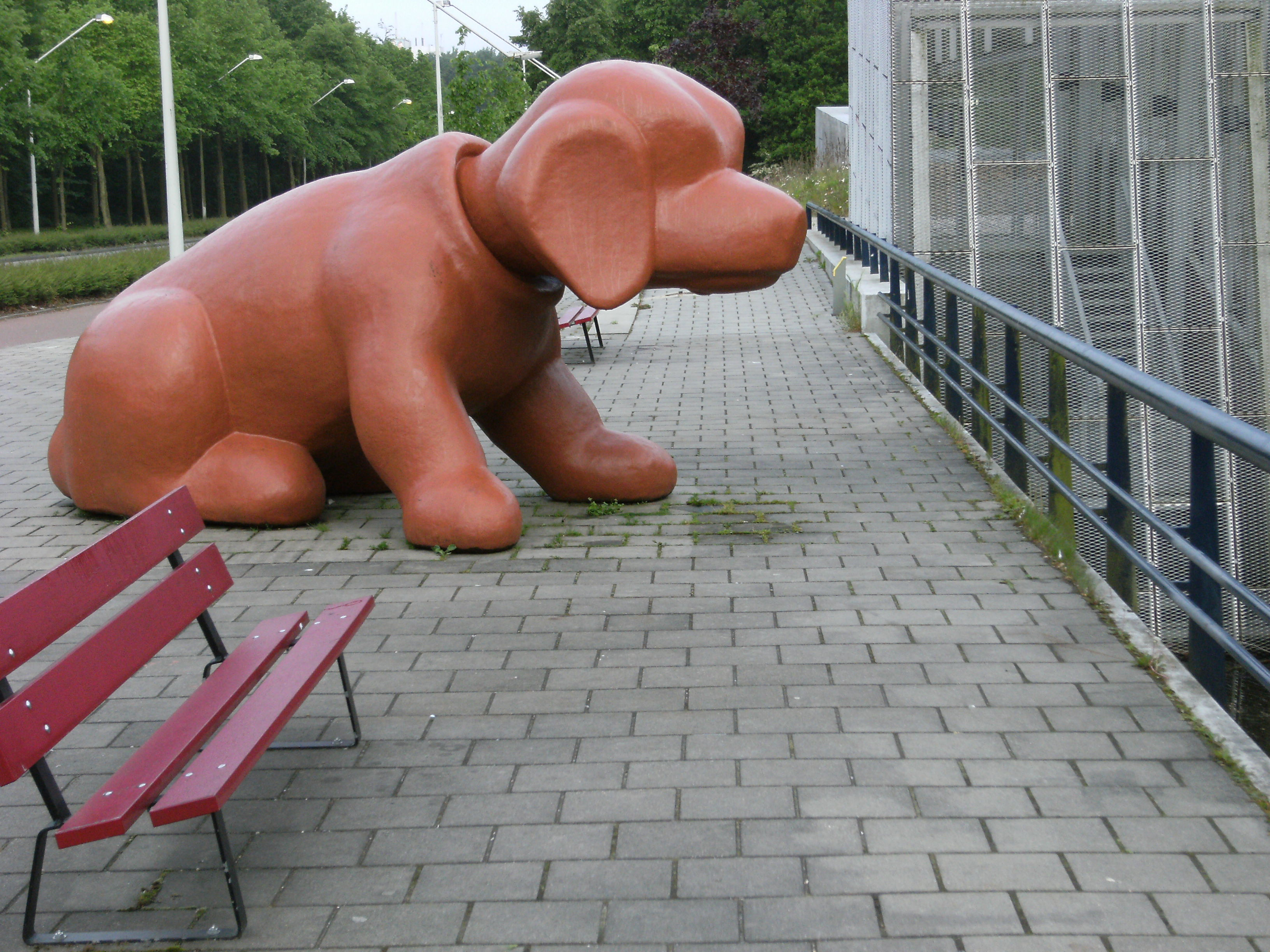
Noordelijke hond (2009)